# Вилли Вонка
Вилли Вонка (англ. Willy Wonka) — герой сказочной повести Роальда Даля «Чарли и шоколадная фабрика», а также экранизаций «Вилли Вонка и шоколадная фабрика» (1971), «Чарли и шоколадная фабрика» (2005) и «Вонка» (2023).
В 2007 году журнал «Forbes» поставил компанию Wonka Industries на 13-е место в списке богатейших вымышленных компаний, оценив её в 21 миллиард долларов.

## Вилли Вонка в книге
В повести Даля, Вилли Вонка предстает перед победителями своего конкурса в чёрном цилиндре, во фраке из темно-фиолетового бархата, в темно-зеленых штанах и жемчужно-серых перчатках. Он носит эспаньолку, у него приятное, открытое лицо и блестящие умные глаза. В книге мистер Вонка описывается как быстрый и ловкий человек, но немного смешной. Он бегает так, что за ним едва можно успеть. По характеру он непоследовательный и легкомысленный. Мистер Вонка не выносит критики в свой адрес — даже справедливой — и очень не любит, когда кто-то тянет время или задаёт вопросы, кажущиеся ему неуместными.
Вилли Вонка очень любит свою фабрику. Когда один из детей, Август Глуп, помешал процессу изготовления шоколада и попал в отводную трубу, у мистера Вонки проявилось садистское чувство юмора. Судьба детей не особенно интересна ему, хоть он исполняет обещанное и дарит им столько шоколада, что хватит до конца жизни. Читатели узнают, что он очень стар, куда старше, чем выглядит, и ищет наследника, так как не женат и детей у него нет.

## Вилли Вонка в экранизациях

### Фильм 1971 года
В фильме «Вилли Вонка и шоколадная фабрика» Вилли Вонку играет Джин Уайлдер. Образ Вонки подвергся изменениям и был выдвинут на первый план, что не понравилось самому писателю. Основная претензия заключалась в том, что фильм заметно сместил акцент на персонажа Вонки, в то время как главным героем книги для Даля всегда был Чарли. К тому же Даль видел в роли Вонки ирландского комика и музыканта Спайка Миллигана, а не Джина Уайлдера. Недовольный свободной трактовкой и уровнем режиссуры, Даль заявил, что продюсеры никогда больше не получат возможности экранизировать его книгу, по крайней мере, при его жизни.
В фильме Вонка испытывает своих конкурсантов не только экскурсией, но и подставным предложением о промышленном шпионаже, которое в итоге не совершает только Чарли.

### Фильм 2005 года
В фильме Тима Бёртона роль Вонки исполнил Джонни Депп. Трактовка образа кондитера существенно отличается от книжной. Несколько раз в сценарии даются воспоминания мистера Вонки о его детстве, чего не было в оригинальном произведении: Вилли ушёл из дома, когда отец-стоматолог не поддержал мечты сына стать шоколадным кондитером. С тех пор он ассоциировал семью с чрезмерным контролем и отсутствием свободы.
Некоторые поступки и фразы Вилли Вонки откровенно безумны — он часто смеётся невпопад, а «наказания» для избалованных детей чрезмерно жестоки. По мнению Чарли, мистер Вонка — в начале показался хорошим и весёлым, но потом мнение поменялось, он назвал его плохим человеком и практически лишённым сострадания из-за предложения оставить семью. Противопоставление «семья» или «успех» завершает фильм: Чарли отказывается переезжать на фабрику, если ради этого ему придется оставить свою семью. Вилли Вонка не понимает такого выбора и теряет свое кондитерское вдохновение. В финале фильма благодаря Чарли происходит воссоединение мистера Вонки и его отца спустя многие годы разлуки. Вилли Вонка повторил своё предложение, Чарли принял его с одним условием. В результате Чарли с родными переехали на фабрику, Чарли стал совладельцем и наследником, а Вилли Вонка обрёл семью.

### Мультфильм
В 2017 году был выпущен мультфильм «Том и Джерри: Вилли Вонка и шоколадная фабрика», который является практически полным ремейком фильма с Джином Уайлдером, за что был сильно раскритикован. Роль Вонки озвучил Джон Пол Карлиак.

### Фильм 2023 года
В новом фильме 2023 года, который стал предысторией к фильму Мэла Стюарта и снимался киностудией Warner Bros, роль юного Вилли Вонки исполнил Тимоти Шаламе. Согласно фильму, любовь к шоколаду Вилли приобрёл благодаря своей матери, как и идею с золотыми билетами. До того, как стать культовым шоколатье, он был бродячим фокусником и кондитером-экспериментатором. Его восхождение к славе началось с борьбы с Шоколадным картелем, в который входили Артур Слагуорт, Джеральд Прадноус и Феликс Фикльглубер (кратко упоминались дедушкой Джо в романе и предыдущих фильмах). Какао-бобы для своих первых экспериментов с шоколадом Вонка нашел в Лумполандии, поэтому за ним в Англию поехал Умпа-Лумп по имени Лофти, желая вернуть бобы. В итоге Вонка побеждает картель, раскрыв их преступления, и приступает к созданию фабрики, наняв Лофти главным дегустатором.

## Пародии
В комедии «Очень эпическое кино» пародийную версию Вонки сыграл Криспин Гловер.